# Campionati del mondo di mountain bike marathon 2009
I Campionati del mondo di mountain bike marathon 2009 (en. 2009 UCI Mountain Bike Marathon World Championships), settima edizione della competizione, furono disputati a Graz e Stattegg, in Austria, il 23 agosto 2009.
La prova maschile prevedeva un percorso di 103,9 km, mentre quella femminile di 84,1 km.

## Medagliere
Medagliere finale
| Pos.   | Nazione  | Oro | Argento | Bronzo | Totale |
| ------ | -------- | --- | ------- | ------ | ------ |
| 1      | Germania | 1   | 0       | 0      | 1      |
| 1      | Belgio   | 1   | 0       | 0      | 1      |
| 3      | Svizzera | 0   | 1       | 2      | 3      |
| 4      | Austria  | 0   | 1       | 0      | 1      |
| Totale | Totale   | 2   | 2       | 2      | 6      |

## Sommario degli eventi
| Eventi          | Oro                   | Tempo                    | Argento              | Tempo | Bronzo                    | Tempo   |
| Uomini dettagli | Roel Paulissen Belgio | 4h34'36" Media 22,7 km/h | Alban Lakata Austria | a 51" | Christoph Sauser Svizzera | a 4'39" |
| Donne dettagli  | Sabine Spitz Germania | 4h24'15" Media 19,1 km/h | Esther Süss Svizzera | a 1"  | Petra Henzi Svizzera      | a 2'51" |